# 醋竹桃霉素
醋竹桃霉素也称为“竹桃霉素三乙酸酯”，是一种大环内酯类抗生素。醋竹桃霉素是竹桃霉素的三乙酸酯。该抗生素已在意大利（商品名为“Triocetin”）及土耳其（商品名为“Tekmisin”）进行销售。

## 副作用
醋竹桃霉素是一种CYP3A4（细胞色素P450中的一种）的一种抑制剂。